# Kambiwa anomala
Kambiwa anomala är en spindelart som först beskrevs av Cândido Firmino de Mello-Leitão 1918.  
Kambiwa anomala ingår i släktet Kambiwa och familjen dallerspindlar. Inga underarter finns listade i Catalogue of Life.